# Robert Hewitt Wolfe
Robert Hewitt Wolfe   (Waterbury, 1964) és un productor de televisió i guionista estatunidenc. És conegut sobretot pel seu treball com a guionista a Star Trek: Deep Space Nine i per desenvolupar i produir la sèrie Gene Roddenberry's Andromeda.

## Primers anys
Wolfe va néixer a Waterbury (Connecticut). Va ser escriptor des de ben jove. Va intentar escriure diverses novel·les entre els deu i els vint anys, però no les va completar. Va estudiar al St. Ignatius College Preparatory. Es va dedicar a l'escriptura de cinema i televisió a la universitat.
Wolfe es va graduar a la UCLA, on va obtenir una llicenciatura en Cinema i Televisió i un MFA en Escriptura de Guions. El seu primer guió, Paper Dragons, va quedar en segon lloc als prestigiosos premis Goldwyn.

## Carrera televisiva

### SèrieStar Trek
El 1992, Wolfe va vendre la història per "Un grapat de Dates" a la sèrie Star Trek: La nova generació. L'escriptura del guió de l'episodi li va assegurar un lloc a l'equip creatiu de la sèrie Star Trek: Deep Space Nine, que va debutar l'any següent.
Wolfe va treballar a DS9 durant cinc anys, sota la supervisió dels productors creadors Michael Piller i Ira Steven Behr. Durant aquest temps, va escriure o coescriure més de trenta episodis en una àmplia gamma d'estils. Aquests incloïen episodis plens d'acció amb una gran importància argumental com ara "The Way of the Warrior" i "Call to Arms"; episodis dramàtics que se centraven en el desenvolupament de personatges com ara "The Wire" i "Hard Time"; i comèdies com ara "Family Business" i "Little Green Men".

### Andròmeda
El 1999, treballant a partir de notes de Gene Roddenberry, Wolfe va desenvolupar la sèrie redifosa Gene Roddenberry's Andromeda. La sèrie es va estrenar a la tardor del 2000 com l'hora original número u en redifusió, una posició que va ocupar durant la major part dels seus cinc anys de durada.
Wolfe va ser el guionista principal i coproductor executiu dAndromeda durant les seves dues primeres temporades. Durant aquest temps, la sèrie va ser nominada a dos Premis Saturn a la Millor Sèrie Redifosa i a un Premi Leo a la Millor Sèrie Dramàtica.
Durant la producció de la segona temporada, Wolfe afirma que ell i l'estudi van discutir sobre la naturalesa no episòdica de la sèrie i les peticions de l'estudi de "més extraterrestres, més batalles espacials i menys conflictes interns", cosa que finalment va provocar la seva marxa. L'actor Kevin Sorbo va confirmar les declaracions, dient que Wolfe "és un geni, però estava desenvolupant històries massa complicades".

### SyFy
Wolfe va ser productor executiu de la sèrie de televisió The Dresden Files, juntament amb David Simkins, Nicolas Cage, i altres. Wolfe i Hans Beimler van escriure el guió del pilot i van desenvolupar la sèrie, que es basava en els llibres de Jim Butcher. Va ser una producció de Lions Gate Television i Saturn Films. Es va estrenar el 21 de gener de 2007 al Sci Fi Channel. Posteriorment, Wolfe va escriure els guions televisius d'alguns episodis de la sèrie.
És productor executiu de la sèrie SyFy Alphas, que es va estrenar el 2011. També va escriure diversos dels episodis d'«Alphas» el 2011 i el 2012.

### Pel·lícules per a televisió
En el període posterior a la seva sortida de «Deep Space Nine», Wolfe va escriure diversos pilots de televisió. Un d'aquests, Futuresport, es va estrenar el 1998 com un telefilm de l'ABC protagonitzada per Dean Cain i Wesley Snipes.
Wolfe es va associar amb Hans Beimler per escriure la pel·lícula per a televisió del 2006 Scarlett.
Wolfe va coescriure el guió televisiu de Riverworld del 2010. L'"aventura èpica" es va basar en els llibres de Philip José Farmer. El telefilm de 178 minuts es va estrenar al canal Sci Fi.

### Altres treballs televisius
Wolfe també ha escrit guions freelance per a The Dead Zone i el revival de UPN de La Dimensió Desconeguda.
El 2004, va treballar com a productor consultor i guionista a la primera i quarta temporades de The 4400 a USA Network, ajudant a llançar la sèrie d'èxit.
El 2012 es va anunciar que Wolfe estava desenvolupant una sèrie titulada Defender de Universal Cable Productions, ambientada a la nau estel·lar Defender. El 2014, Wolfe va ser contractat com a coproductor executiu de la sèrie Star-Crossed de The CW.
Wolfe va escriure setze episodis del drama de la CBS Elementary durant cinc temporades, del 2014 al 2019. Wolfe va treballar com a productor consultor per al drama de la Fox Prodigal Son entre el 2019 i el 2020.

## Carrera cinematogràfica
Wolfe ha escrit diversos llargmetratges no produïts com Splicers per 20th Century Fox i Zero Gee per la productora Lion Rock Productions de John Woo i Terrance Chang.

## Vida personal
El 2022 vivia a Los Angeles, Califòrnia, amb la seva dona Celeste i el seu gos Mochi.